# Igor Wladimirowitsch Kornejew
Igor Wladimirowitsch Kornejew (russisch И́горь Влади́мирович Корне́ев; * 4. September 1967 in Moskau) ist ein ehemaliger russischer Fußballspieler und aktueller Fußballtrainer.
Kornejew begann seine Laufbahn im Juniorenteam von Spartak Moskau. 1986 wechselte er zu ZSKA Moskau. Der torgefährliche Mittelfeldspieler war ab der Saison 1987 Stammspieler der ersten Mannschaft. Mit ZSKA gewann er 1991 die sowjetische Meisterschaft und den Pokalwettbewerb. 1991 wurde Kornejew auch zum russischen Fußballer des Jahres gewählt. Nach 180 Spielen für ZSKA in denen er 58 Tore erzielte, wechselte er zu Beginn der Saison 1991/92 nach Spanien zu Espanyol Barcelona, er bestritt für dieses Team während drei Spielzeiten in der Primera División 73 Spiele und erzielte 21 Tore. Zu Beginn der Saison 1994/95 wechselte er dann zum großen Lokalrivalen FC Barcelona, wo er sich aber letztlich nicht durchsetzen konnte. 1995 wechselte Kornejew in die Niederlande, zunächst zum SC Heerenveen, 1997 dann zu Feyenoord Rotterdam. Im Jahr 2002 beendete er seine aktive Karriere bei NAC Breda.
Kornejew debütierte 1991 in der Fußballnationalmannschaft der UdSSR. Insgesamt spielte er bis zum Zerfall der Sowjetunion fünf Mal für die Sbornaja, wobei ihm drei Tore gelangen. Er nahm mit der Auswahl der GUS an der Europameisterschaft 1992 teil und kam während des Turniers einmal zum Einsatz. Nach diesem Turnier spielte er achtmal für die russische Nationalmannschaft und nahm an der Fußball-Weltmeisterschaft 1994 teil.
Seine Karriere als Trainer begann Kornejew 2004 bei Feyenoord als Trainer des Juniorenteams. Von 2006 bis 2010 war er Assistenztrainer der russischen Nationalmannschaft. Seit 2010 ist er Sportdirektor von Zenit Sankt Petersburg.

## Erfolge
- Sowjetischer Meister: 1991
- Sowjetischer Fußballpokal: 1991
- Niederländischer Meister: 1998/99
- Niederländischer Supercup: 1999
- Fußballer des Jahres in Russland: 1991